# Kompani Linge

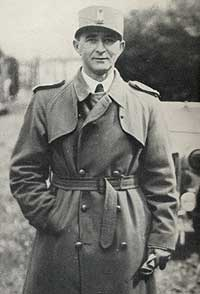
Martin Linge, l'ufficiale norvegese che formò ed addestrò il reparto nel 1941.

La Kompani Linge (definita variamente anche come Norwegian Independent Company 1 - NORIC1, Linge's Company o Lingekompaniet) fu un'unità militare speciale, organizzata dal SOE britannico durante la seconda guerra mondiale, e interamente composta da commando norvegesi fuggiti in Gran Bretagna dopo la conquista tedesca della Norvegia.

## Storia
Specializzata nella conduzione di raid e sabotaggi nella Norvegia occupata dai nazisti (in particolare nelle aree costiere), fornì supporto militare alla resistenza norvegese, e l'aiutò a strutturare una rete di raccolta informazioni nel paese occupato. I membri del reparto vennero addestrati in vari luoghi del Regno Unito, tra cui Drumintoul Lodge nei Cairngorms, zona montana delle Eastern Higlands della Scozia.
Formata (con le dimensioni di un plotone) nel marzo del 1941, sotto la guida del capitano Martin Jensen Linge (1894-1941), seguì un addestramento formativo nell'ambito delle operazioni anfibie, aerotrasportate e delle demolizioni; eseguì poi nello stesso anno una serie di raid nelle isole Lofoten (Operazione Claymore, il 4 marzo) e Måløy (Operazione Archery, 27 dicembre); in quest'ultima azione, Linge rimase ucciso.
Dopo essere stata integrata da numerose centinaia di nuovi volontari, l'unità partecipò al celebre raid del Telemark, in cui vennero sabotati gli impianti della Norsk Hydro per la produzione dell'acqua pesante, necessaria per il programma di ricerche atomiche tedesco; gli operatori della Compagnia condussero poi i ripetuti sabotaggi della Thamshavnbanen, la linea ferroviaria nazionale norvegese (tramite cui i tedeschi trasportavano gli importanti carichi di pirite estratti nelle miniere norvegesi di Løkken Verk, frazione del comune di Orkland).
Sul versante dell'intelligence, l'unità fornì il supporto necessario a infiltrare clandestinamente 64 operatori radio nella Norvegia occupata. In questo il reparto veniva coadiuvato dal cosiddetto Shetland bus, una unità della marina norvegese dotata di pescherecci che effettuavano viaggi clandestini dalle isole Shetland alla Norvegia per infiltrazione ed esfiltrazione di incursori; inizialmente nota come "Norwegian Naval Independent Unit" (NNIU), venne anche essa ampliata con tre cacciasommergibili bene armati e poi rinominata "Royal Norwegian Naval Special Unit" (RNNSU).
Per un certo periodo, la Compagnia fu l'unità più decorata delle forze armate britanniche durante la seconda guerra mondiale.
Nel corso della guerra, nell'unità servirono 530 norvegesi, di cui 245 contemporaneamente nel periodo di massima espansione dell'unità; di questi, 57 furono uccisi, 53 in azione, 2 in addestramento e 2 in altre circostanze.

## Membri

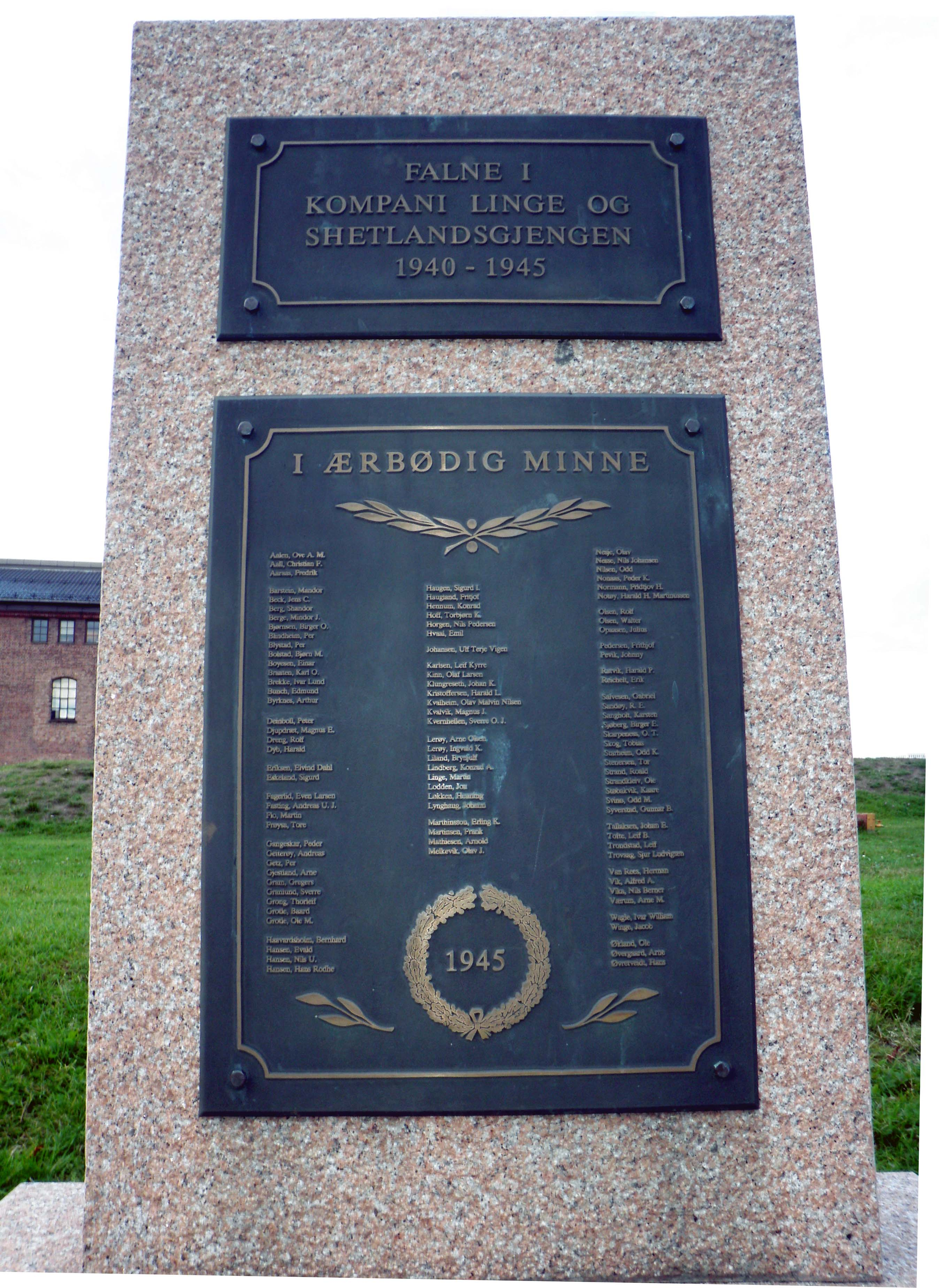
Memoriale alla Fortezza di Akershus ai membri della Norwegian Independent Company 1 e dello Shetland bus che vennero uccisi durante la seconda guerra mondiale.

- Alf Aakre
- Karl Johan Aarsæther
- Knut Aarsæther
- Olav Aarsæther
- Jan Allan
- Johannes S. Andersen
- Odd Andersen
- Gunnar Bjålie
- Svein Blindheim
- Jan Baalsrud
- Erik Gjems-Onstad
- Arne Gjestland

- Gregers Gram
- Evald Hansen
- Nils Uhlin Hansen
- Knut Haugland
- Knut Haukelid
- Claus Helberg
- Kasper Idland
- Fredrik Kayser
- Arne Kjelstrup
- Claus Gustav Myrin Koren
- Jan Herman Linge
- Martin Linge
- Max Manus

- Alf Malland
- Oskar Johan Nordvik
- Herluf Nygaard
- Martin Olsen
- George Parker
- Alv Kristian Pedersen
- Bjørn Pedersen
- Arthur Pevik
- Johnny Pevik
- Jens-Anton Poulsson
- Birger Rasmussen
- Boy Rist
- Joachim Rønneberg
- Harald Sandvik
- Einar Skinnarland
- Ingebjørg Skoghaug

- Odd Starheim
- Inge Steensland
- Kjell Stordalen
- Hans Storhaug
- Eskil Stuve
- Gunnar Sønsteby
- Edvard Tallaksen
- Anton Telnes
- Ragnar Ulstein
- Knut Wigert
- Birger Strømsheim